# Hanna Nasir
Hanna Nasir (en árabe 'حنا ناصر; a veces transliterado en Hanna Nasser) (Jaffa, Mandato británico de Palestina, 1935), de nombre completo Hanna Musa Nasir, es un profesor universitario y político palestino. Cofundador y presidente de la Universidad de Birzeit (BZU) de 1971 a 2004, ocupa diversos cargos políticos dentro de la Organización para la Liberación de Palestina (OLP).

## Biografía
Nació en Jaffa en 1935, en el seno de una familia cristiana palestina, y es hijo de Musa Nasir. Su familia se trasladó a Birzeit, pueblo de origen de la familia Nasir y situado a pocos kilómetros de Ramala, en la actual Cisjordania. En los años 1950 estudió en el Birzeit College, un instituto que su tía Nabiha Nasir había fundado en 1924 y que dirigía su padre.
Siguiendo la tradición familial, cursó estudios superiores en la Universidad Americana de Beirut (AUB) donde obtuvo un máster en Física en 1962, y se doctoró en Física nuclear en la Universidad Purdue, en los Estados Unidos, en 1967. Unos meses más tarde, después de la guerra de los Seis Días, regresó a Palestina para dar clases de Física en el Birzeit College.
Bajo la dirección de Musa Nasir, el instituto se estaba convirtiendo en un establecimiento universitario donde en 1967 solo se daban los dos primeros cursos de licenciatura. Los estudiantes tenían que desplazarse a Jordania o al extranjero para completar sus estudios, pero debido a la ocupación de Cisjordania por Israel, tenían cada vez más dificultades para viajar. Era por lo tanto urgente darles la posibilidad de cursar estudios completos en la región. Tras la muerte de su padre en 1971, Hanna Nasir tomó el relevo y en 1972 ya estaba prevista la implantación de varias licenciaturas de 4 años. Las clases se daban todavía en la casa familiar que su tía había habilitado como escuela, y en locales contiguos del centro del pueblo. Ante la previsible expansión del establecimiento, Hanna proyectó la construcción de un campus universitario en terrenos donados por la familia Nasir en las afueras de Birzeit, y en 1973 confió la gestión del centro a un Consejo de Administración del que asumió el cargo de presidente hasta su deportación en noviembre de 1974.
El 21 de noviembre de 1974, tras un día de manifestaciones estudiantiles a favor de la OLP, fue convocado por el gobernador militar a las 23:00 horas y conducido la misma noche, maniatado y con los ojos vendados, al otro lado de la frontera libanesa. El ejército israelí declaró que había sido expulsado por promover manifestaciones en contra de la ocupación israelí. Nasir se marchó a Amán, en Jordania, donde permaneció exiliado 18 años. El vicepresidente de la universidad pasó a ocupar el puesto de presidente, pero a pesar de la distancia, Hanna Nasir siguió supervisando la construcción del campus y la ampliación académica de los estudios, tomando las decisiones estratégicas como la creación de la biblioteca y las inversiones importantes, y recaudando fondos para financiar la marcha de los proyectos.
Fue en sus primeros años de exilio que Hanna Nasir empezó a desempeñar un papel político activo. Fue miembro del Consejo Nacional Palestino (cuyas sesiones tenían lugar en El Cairo) como independiente en 1976. Fue elegido miembro del Comité Ejecutivo de la OLP en 1977 y 1979, encargado de la enseñanza superior. Ese mismo año asumió la dirección del Fondo Nacional de Palestina, cargo que ocupó hasta 1982.
En abril de 1993 Hanna Nasir fue finalmente autorizado a regresar a Palestina, junto con otros 30 deportados, en un gesto conciliador por parte del gobierno israelí durante las negociaciones de paz que llevarían a la creación de un autogobierno palestino. Retomó el puesto de presidente de la Universidad de Birzeit que había reabierto un año antes, tras haber sido clausurada cuatro años y medio por una orden militar durante la Intifada. A pesar de los cierres frecuentes ordenados por las autoridades israelíes y de las detenciones y deportaciones de estudiantes y profesores, la universidad había pasado en apenas 20 años de 250 a 2.500 alumnos, un tercio de ellos mujeres. Hanna Nasir se jubiló como presidente en 2004, pero sigue siendo miembro del Consejo de Administración.
Es presidente de la Comisión Electoral Central para las elecciones en los Territorios Palestinos, cargo al que fue nombrado por Yasir Arafat en 2002, y es presidente del Comité de Educación del Consejo Nacional Palestino. Es también miembro del Consejo de Administración de la Asociación Internacional de Universidades.
Fue condecorado con la Legión de Honor francesa en 1996, e investido doctor honoris causa por la Universidad Americana de El Cairo en 2002.